# Ruta 1 (Uruguay)
Die Ruta 1, benannt nach Brigadier General Manuel Oribe, ist eine Nationalstraße im Süden Uruguays.
Die etwa 170 km lange, vierspurige Straße hat ihren Anfang in der Hauptstadt Montevideo. Dort entsteht sie als Abzweigung der Ruta Nacional Doctor Hugo Batalla und der Ruta 5 und endet im Südwesten des Landes in Colonia del Sacramento. Auf ihrem Weg dorthin führt sie durch Santiago Vázquez, Ciudad del Plata, Libertad, Ecilda Paullier, Nueva Helvecia, Rosario und Juan Lacaze.
Zwischen Santiago Vázquez und Ciudad del Plata überquert die Straße den  Río Santa Lucía auf einer neuen, 2005 fertiggestellten Brücke, die eine östlich daneben liegende alte Fachwerkbrücke ersetzt und seit 2010 nach dem Sänger und Komponisten Alfredo Zitarrosa benannt ist.

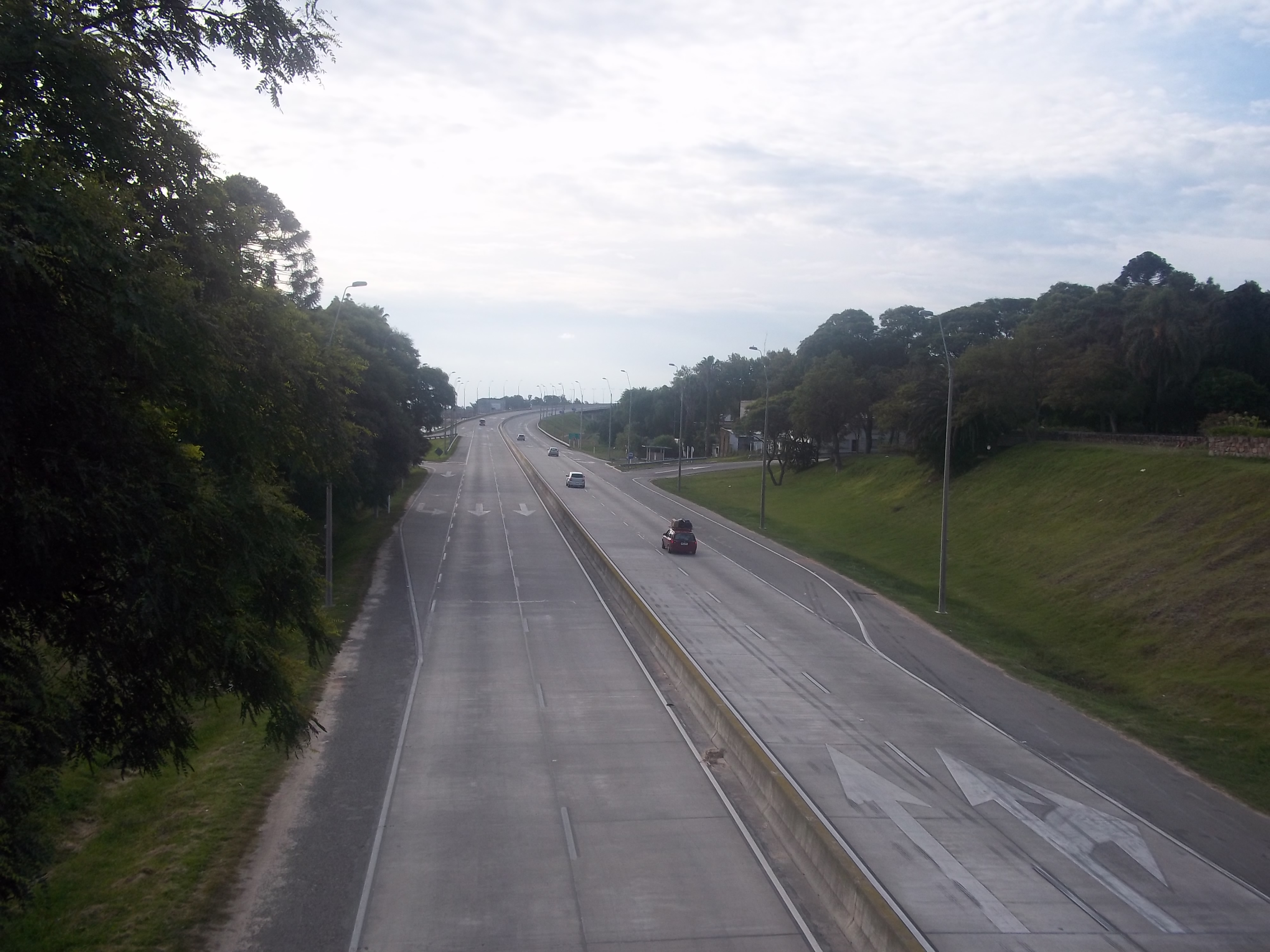
Ruta 1 bei Santiago Vázquez
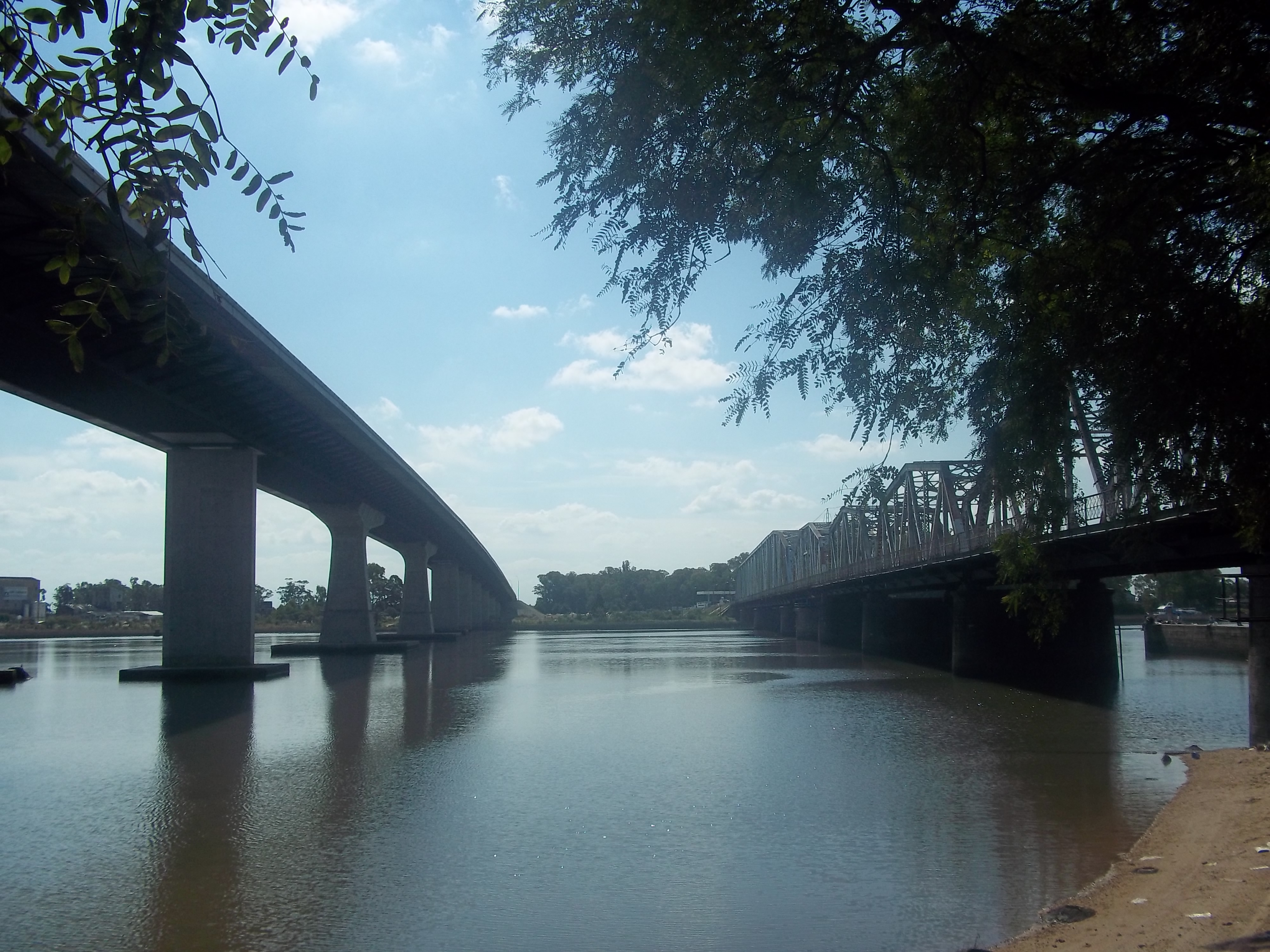
Neue (links) und alte Brücke der Ruta 1 über den Río Santa Lucía